# 中目黒駅
中目黒駅（なかめぐろえき）は、東京都目黒区上目黒三丁目にある、東急電鉄・東京地下鉄（東京メトロ）の駅である。目黒区の駅では最も東に位置する。目黒区の行政・商業・交通の中心的な駅として機能している。

## 概要
東急東横線と、東京メトロ日比谷線が乗り入れている。両社が駅施設を共用する共同使用駅で、東急が駅を管轄している。東横線の旅客営業列車は座席指定列車のS-TRAINを除き全て停車し、日比谷線の終着駅でもある。2013年3月15日までは両線で相互直通運転が実施されていた。
- 東急電鉄： 東横線 - 駅番号「TY 03」
- 東京メトロ： 日比谷線 - 駅番号「H 01」

東急東横線は上り（渋谷方面）が東京メトロ副都心線を経由して東武東上線・西武池袋線に、下り（横浜方面）がみなとみらい線・東急新横浜線・相鉄線にそれぞれ相互直通運転を実施しており、東京メトロ日比谷線は終着駅である北千住駅のさらに先、東武伊勢崎線（東武スカイツリーライン）を経由して日光線南栗橋駅まで相互直通運転を実施している。
東急電鉄の駅長所在駅で「中目黒駅管内」として、代官山駅 - 学芸大学駅間の各駅を管理している。なお、東京メトロの駅としては、霞ケ関駅務管区六本木地域の被管理駅。
東京メトロの駅としては唯一目黒区に所在する。

## 歴史

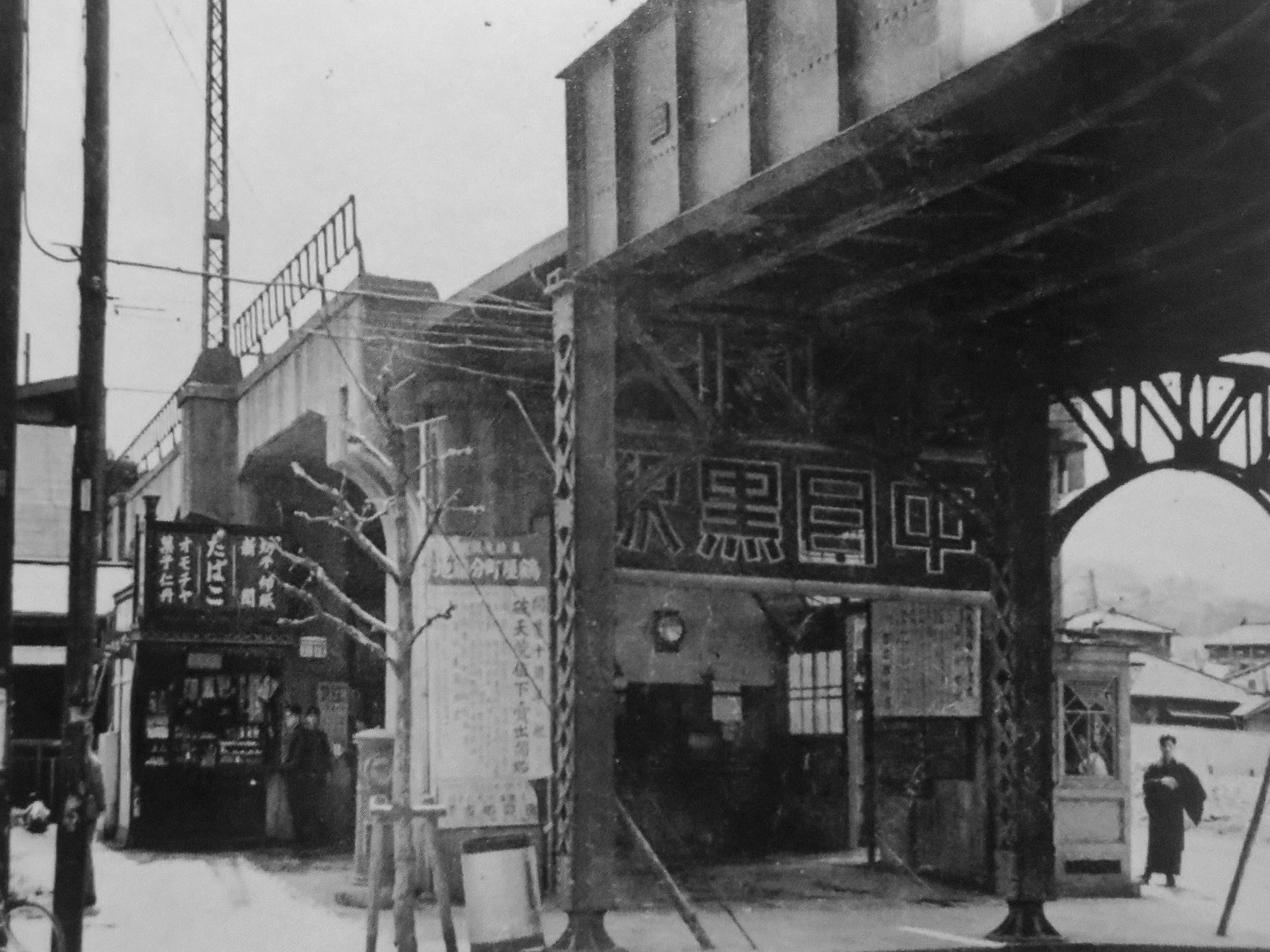
1936年5月頃に撮影された中目黒駅。駅左側に売店・郵便ポスト。右側に公衆電話ボックスがある（撮影：石川光陽）

- 1927年（昭和2年）8月28日：開業。当初は相対式2面2線の高架駅であった[4][5]。
- 1963年（昭和38年）2月19日：日比谷線の乗り入れに伴う中目黒駅改良工事が着工[5]。
- 1964年（昭和39年）
  - 7月21日：中目黒駅改良工事が竣工。これによりホームは2面2線から2面4線に拡張され、横浜寄りに日比谷線の引き上げ線3線も完成する[5]。
  - 7月22日：帝都高速度交通営団（営団地下鉄）日比谷線が当駅まで乗り入れる[6][5]。
    - 同年3月25日に日比谷線の霞ケ関駅 - 恵比寿駅が開通した時点では東銀座駅 - 霞ケ関駅間が未開通であり、また使用する車両は千住検車区から搬入できないため、当駅まで開通する前に軌道を仮設して車両を地下に搬入したことがある。

  - 8月29日：日比谷線の東銀座駅 - 霞ケ関駅間の開通により日比谷線は全線が開通[6]。同時に東横線の日吉駅まで相互直通運転を開始[4]。東横線の急行停車駅に追加される。
- 1967年（昭和42年）9月28日：当駅の引き上げ線において、車止めに衝突する事故が発生する（詳細は営団地下鉄日比谷線中目黒駅引上線車止め衝突事故を参照）。
- 1988年（昭和63年）8月9日：営団地下鉄日比谷線の直通区間が東横線の日吉駅から菊名駅まで延長される。
- 1992年（平成4年）6月16日：当駅の引き上げ線において、衝突事故が発生する。（詳細は営団地下鉄日比谷線中目黒駅引上線衝突事故を参照）
- 2000年（平成12年）3月8日：当駅構内にある急カーブ・急曲線の地点で、列車脱線事故・列車衝突事故が発生（詳細は営団日比谷線中目黒駅構内列車脱線衝突事故を参照）[7]。中目黒駅界隈の営団地下鉄絡みの事故は1965年（この事故の現場とほぼ同一箇所）、1967年、1992年（前述）（この2件は引上線で発生）にも発生しており、この事故で4度目（同じ箇所で2度ずつ発生）であった。
- 2003年（平成15年）3月19日：東横線の特急及び新設された通勤特急の停車駅となる[8]。
- 2004年（平成16年）4月1日：帝都高速度交通営団（営団地下鉄）民営化に伴い、日比谷線の駅は東京地下鉄（東京メトロ）に継承される[9]。
- 2007年（平成19年）3月18日：ICカード「PASMO」の利用が可能となる[10]。
- 2012年（平成24年）12月23日：南改札の使用を開始[11]。従来の改札口は正面改札となる。
- 2013年（平成25年）
  - 3月16日：副都心線と東横線の相互直通運転開始に伴い、日比谷線と東横線の相互直通運転が廃止[12]。
  - 12月23日：1番線で東横線（渋谷駅を除く）では初となるホームドアの稼働を開始[13]。
- 2014年（平成26年）3月30日：4番線でのホームドアの稼働を開始[14]。
- 2016年（平成28年）11月22日：「中目黒高架下」が部分開業[15]。
- 2017年（平成29年）6月28日：「中目黒高架下」が全面開業[16]。

### 駅名の由来
駅設置当時の所在地は荏原郡目黒村大字上目黒字諏訪山であり、目黒区となってからも上目黒三丁目であるが、駅名は開業当時より「中目黒」となっている。これは開業当時に駅南東側の山手通りと駒沢通りの交差点に玉川電気鉄道中目黒線（当時。1967年の廃止時点では都電8系統）の中目黒終点があり、その連絡駅として位置付けられたためである。

## 駅構造
島式ホーム2面4線を有する高架駅であり、ホームの代官山・恵比寿寄りは目黒川の真上にかかる。外側1・4番線を東横線が、内側2・3番線を日比谷線が使用している。駅管理は東急電鉄が行っており、駅名標等の案内サインも東急の仕様となっている。
改札口は山手通りに面した高架下に1箇所、祐天寺寄りに1箇所の計2箇所がある。開業当初から長らく、改札口は山手通りに面した1箇所であったが、中目黒駅改良工事（後述）の一環として祐天寺駅側に高架下の形で改札口が追加設置された。改札口が2箇所になったことにより、従来の改札口を「正面出口」、祐天寺駅側の新たに設置された改札口を「南出口」と呼ぶことになった。
トイレは1階の改札内コンコース部に設置されている。多目的トイレは以前は設置されていなかったが、後年に追加された。
当駅の日比谷線引き上げ線横（南側）には東京地下鉄の事務所（中目黒詰所）がある。建物は3階建て（一部4階建て）構造、この事務所から引き上げ線に出入りすることができる。東横線の高架橋の北側に出入口等がある。現在は日比谷線の車掌・運転士が所属する中目黒車掌事務室・中目黒運転事務室（他に南千住駅に千住車掌事務室・千住運転事務室）がある）、日比谷線電機区・日比谷線信通区分室・日比谷線工務区中目黒分室・千住検車区出張所が配置されている。

### のりば
| 番線 | 事業者     | 路線     | 方向 | 行先                                   |
| ---- | ---------- | -------- | ---- | -------------------------------------- |
| 1    | 東急電鉄   | 東横線   | 下り | 横浜・元町・中華街・新横浜・二俣川方面 |
| 2    | 東京メトロ | 日比谷線 | -    | 降車専用                               |
| 3    | 東京メトロ | 日比谷線 | -    | 北千住・南栗橋方面                     |
| 4    | 東急電鉄   | 東横線   | 上り | 渋谷・池袋・川越市・所沢方面           |

（出典：東京メトロ:構内図）
- 日比谷線と東横線の直通運転が廃止された現在も、日比谷線と東横線との渡り線は残されており、13000系が鷺沼工場に検査入場する際に使用されている。ここに通じる線路が引き上げ線が3本存在する。なお、折り返し用の渡り線が引き上げ線側にあるため、ホームで直接北千住方面に折り返すことは不可能であり、中目黒駅に到着した列車は全て回送電車として引き上げ線へ入線して折り返しを行う
- 2番線は2013年3月15日まで日比谷線から東横線への直通列車が発着していたが、現在は日比谷線の降車専用ホームとなっている。なお、2番線の自動放送は東急方式の放送が流れる[注釈 1]。
- 3番線は日比谷線の乗車専用ホームである。自動放送・発車標およびホームドアは東京メトロ仕様であり、発車合図も東京メトロ仕様のブザー（営団時代から使用されているため、通称・営団ブザー）が使用されている。なお、改札前にある3番線の発車標は、装置の外装は東急仕様のものになっているが表示内容は東京メトロ仕様のものである。2017年3月24日に新型の発車標が導入された。
- 東横線祐天寺方面から進入する列車を分ける分岐器は、長らく3番線側が直線、4番線側が左分岐の構造であった。本数としてはるかに多い渋谷方面行列車は減速を行っており、通過の際の揺れもあった。その後分岐器が改良され、減速するのは日比谷線直通列車の方になった。
- 2013年3月16日、東横線と副都心線の直通運転の開始により副都心線を介して直通運転する東武東上線系統の列車（9000系（9000型・9050型）・50000系50070型）と日比谷線に直通運転する東武本線系統（伊勢崎線・日光線）の列車（70000系（70000型・70090型））が並ぶ光景が見られるようになった。
- 有料座席指定列車「S-TRAIN」は当駅に運転停車するが、客扱いは行わない。

### 中目黒駅改良工事

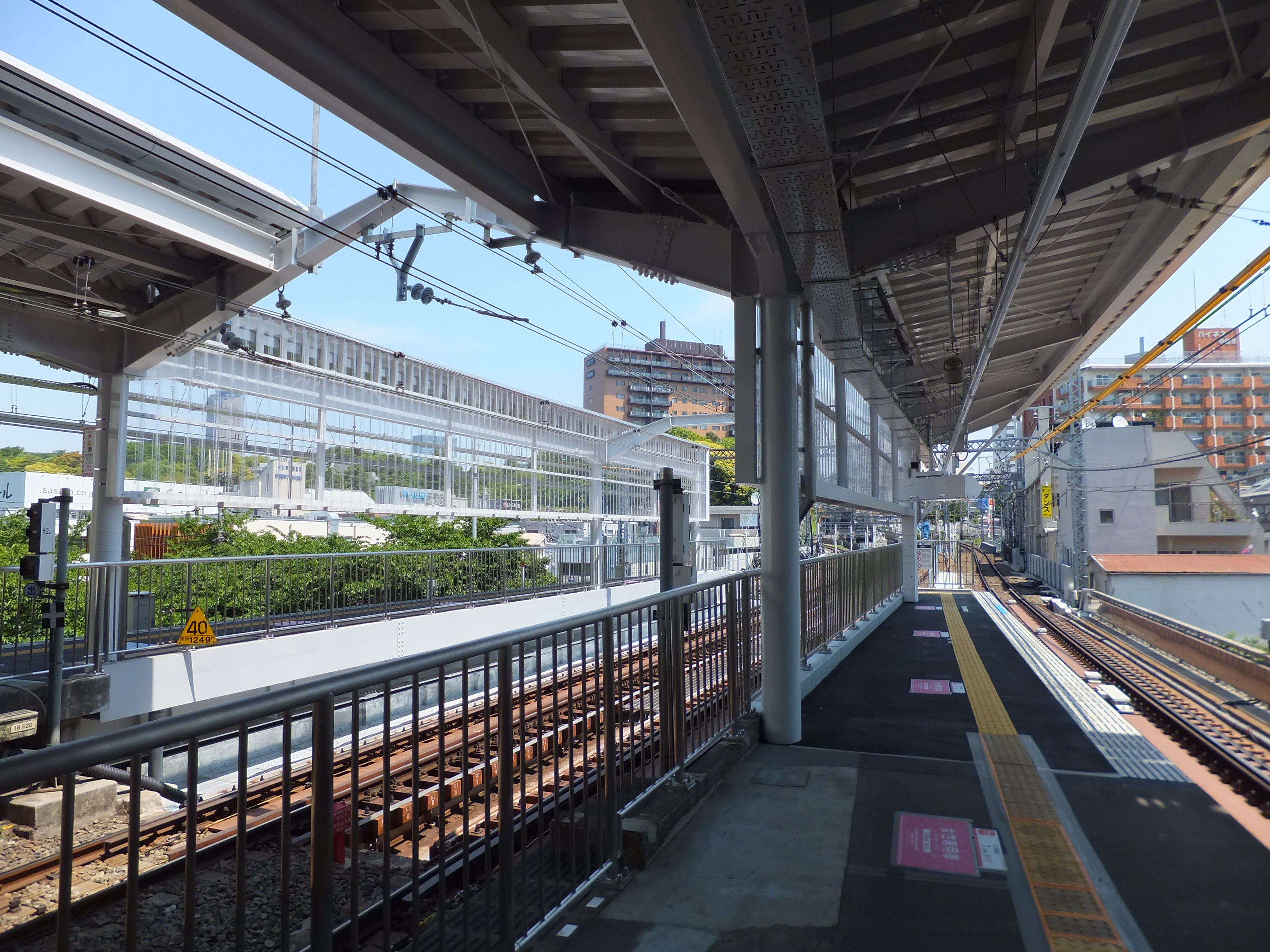
東横線ホームの10両化延長工事が行われた。（2013年5月6日）

2013年（平成25年）3月16日から開始された東横線と副都心線との相互直通運転開始に向け、以下の改良工事が実施された。
- 10両編成の列車を停車可能にするために、ホーム延長・拡幅工事、ならびに高架橋耐震補強工事が実施された。
- エスカレーターが新設される（渋谷方面ホームは2012年9月12日より使用開始）。
- 駅コンコース内の祐天寺駅寄りに改札口「南改札」が設置される（2012年12月23日より使用開始）。これに伴い、従来の改札口は「正面改札」となる。
  - なお、地元住民の間では、現行の改札口と向かい側（山手通りの横断歩道を渡った代官山駅寄り）にも改札口を設置するよう要望しているが、これに対し東急では『新たな改札口の設置には用地買収を伴う大工事が必要となるため現時点では難しい』としている。
- 駅改良工事に伴い、2011年1月に東横線下りホームのエレベーター付近へトイレが移設された。

## 当駅より東京メトロ線内への運賃の取り扱い
2013年3月16日以降、当駅よりPASMO・Suica等各種IC乗車券を利用して東急東横線に乗車し、渋谷駅で改札を通らず半蔵門線・副都心線経由で東京メトロ各駅へ乗り継いだ際は、当駅より日比谷線を経由し全線東京メトロを利用した運賃が引き落とされる。
例えば当駅よりIC乗車券で東横線・副都心線直通列車に乗車し東京メトロ池袋駅へ向かう場合、本来は東急東横線中目黒駅→渋谷駅の140円と東京メトロ副都心線渋谷駅→池袋駅の209円を合わせた349円が引き落とされるべきところであるが、実際は当駅から東京メトロ線（日比谷線虎ノ門ヒルズ駅・銀座線虎ノ門駅・赤坂見附駅・有楽町線永田町駅・飯田橋駅経由）のみを利用したとみなされ、252円が引き落とされる。これは、IC乗車券では乗車経路に関係なく最安運賃を計算するシステムであるために発生する現象である。
なお、乗車券を券売機で購入する場合や定期券を利用する場合は、購入した経路で乗車する必要がある。同様の事例は北千住駅等でも発生しており、半蔵門線→（押上駅・東武伊勢崎線〈東武スカイツリーライン〉経由）→北千住駅→（日比谷線・千代田線経由）→東京メトロ各駅の経路でIC乗車券で乗車した場合でも適用される。

## 利用状況
- 東急電鉄 - 2024年度の1日平均乗降人員は178,509人である[東急 1]。
日比谷線との直通人員を含む（2013年以降は相互直通運転が行われていないが、乗り換え利用が引き続き乗降人員に計上されている）。
- 東京メトロ - 2024年度の1日平均乗降人員は203,229人である[メトロ 1]。
東横線との直通人員を含む。東急電鉄との共用駅のため、駅利用者数の順位掲載から除外されている。

### 年度別1日平均乗降・乗換人員
近年の1日平均乗降人員・乗換人員推移は下表の通りである。
| 年度               | 東京急行電鉄 / 東急電鉄 | 東京急行電鉄 / 東急電鉄 | 東横線 日比谷線 乗換人員 | 営団 / 東京メトロ | 営団 / 東京メトロ |
| 年度               | 1日平均 乗降人員        | 増加率                  | 東横線 日比谷線 乗換人員 | 1日平均 乗降人員  | 増加率            |
| ------------------ | ----------------------- | ----------------------- | ------------------------ | ----------------- | ----------------- |
| 2000年（平成12年） |                         |                         |                          | 158,437           |                   |
| 2001年（平成13年） |                         |                         |                          | 157,545           | −0.6%             |
| 2002年（平成14年） | 159,305                 |                         | 108,230                  | 157,165           | −0.2%             |
| 2003年（平成15年） | 164,704                 | 3.4%                    | 111,119                  | 161,104           | 2.5%              |
| 2004年（平成16年） | 165,983                 | 0.8%                    | 113,657                  | 159,995           | −0.7%             |
| 2005年（平成17年） | 168,287                 | 1.4%                    | 115,257                  | 162,301           | 1.4%              |
| 2006年（平成18年） | 172,644                 | 2.6%                    | 118,714                  | 169,129           | 4.2%              |
| 2007年（平成19年） | 185,998                 | 7.7%                    | 128,251                  | 190,475           | 12.6%             |
| 2008年（平成20年） | 189,575                 | 1.9%                    | 130,884                  | 191,566           | 0.6%              |
| 2009年（平成21年） | 190,035                 | 0.2%                    | 130,200                  | 190,826           | −0.4%             |
| 2010年（平成22年） | 186,439                 | −1.9%                   | 126,733                  | 185,535           | −2.8%             |
| 2011年（平成23年） | 182,860                 | −1.9%                   | 123,785                  | 180,954           | −2.4%             |
| 2012年（平成24年） | 190,774                 | 4.2%                    | 128,303                  | 188,879           | 4.4%              |
| 2013年（平成25年） | 185,929                 | −2.5%                   | 130,883                  | 209,158           | 10.7%             |
| 2014年（平成26年） | 187,998                 | 1.1%                    | 130,955                  | 215,568           | 3.1%              |
| 2015年（平成27年） | 191,065                 | 1.6%                    | 133,847                  | 221,142           | 2.6%              |
| 2016年（平成28年） | 193,943                 | 1.5%                    | 134,378                  | 224,957           | 1.7%              |
| 2017年（平成29年） | 196,964                 | 1.6%                    | 134,920                  | 229,306           | 1.9%              |
| 2018年（平成30年） | 196,807                 | −0.1%                   | 135,830                  | 230,956           | 0.7%              |
| 2019年（令和元年） | 196,777                 | 0.0%                    | 134,270                  | 230,353           | −0.3%             |
| 2020年（令和02年） | 131,668                 | −33.1%                  | 88,733                   | 149,844           | −35.0%            |
| 2021年（令和03年） | 140,240                 | 6.5%                    |                          | 156,388           | 4.4%              |
| 2022年（令和04年） | 155,782                 | 11.1%                   |                          | 178,079           | 13.9%             |
| 2023年（令和05年） | 170,450                 | 9.4%                    |                          | 193,274           | 8.5%              |
| 2024年（令和06年） | 178,509                 | 4.7%                    |                          | 203,229           | 5.2%              |

### 年度別1日平均乗車人員（1920年代 - 1930年代）
近年の1日平均乗車人員推移は下表の通りである。
| 年度               | 東京横浜電鉄 | 出典             |
| ------------------ | ------------ | ---------------- |
| 1927年（昭和02年） | 1,703        | [ 東京府統計 1 ] |
| 1928年（昭和03年） | 1,937        | [ 東京府統計 2 ] |
| 1929年（昭和04年） | 2,467        | [ 東京府統計 3 ] |
| 1930年（昭和05年） | 2,719        | [ 東京府統計 4 ] |
| 1931年（昭和06年） | 2,898        | [ 東京府統計 5 ] |
| 1932年（昭和07年） | 2,966        | [ 東京府統計 6 ] |
| 1933年（昭和08年） | 3,156        | [ 東京府統計 7 ] |
| 1934年（昭和09年） | 3,413        | [ 東京府統計 8 ] |
| 1935年（昭和10年） | 3,493        | [ 東京府統計 9 ] |

### 年度別1日平均乗車人員（1956年 - 2000年）
| 年度               | 東京急行電鉄 | 営団   | 出典              |
| ------------------ | ------------ | ------ | ----------------- |
| 1956年（昭和31年） | 11,639       | 未開業 | [ 東京都統計 1 ]  |
| 1957年（昭和32年） | 12,778       | 未開業 | [ 東京都統計 2 ]  |
| 1958年（昭和33年） | 13,397       | 未開業 | [ 東京都統計 3 ]  |
| 1959年（昭和34年） | 14,258       | 未開業 | [ 東京都統計 4 ]  |
| 1960年（昭和35年） | 14,806       | 未開業 | [ 東京都統計 5 ]  |
| 1961年（昭和36年） | 15,330       | 未開業 | [ 東京都統計 6 ]  |
| 1962年（昭和37年） | 15,525       | 未開業 | [ 東京都統計 7 ]  |
| 1963年（昭和38年） | 15,698       | 未開業 | [ 東京都統計 8 ]  |
| 1964年（昭和39年） | 20,402       | 35,800 | [ 東京都統計 9 ]  |
| 1965年（昭和40年） | 61,564       | 56,566 | [ 東京都統計 10 ] |
| 1966年（昭和41年） | 66,864       | 62,133 | [ 東京都統計 11 ] |
| 1967年（昭和42年） | 72,432       | 68,002 | [ 東京都統計 12 ] |
| 1968年（昭和43年） | 77,250       | 72,951 | [ 東京都統計 13 ] |
| 1969年（昭和44年） | 79,427       | 77,107 | [ 東京都統計 14 ] |
| 1970年（昭和45年） | 79,353       | 79,899 | [ 東京都統計 15 ] |
| 1971年（昭和46年） | 80,027       | 83,489 | [ 東京都統計 16 ] |
| 1972年（昭和47年） | 83,200       | 86,786 | [ 東京都統計 17 ] |
| 1973年（昭和48年） | 86,540       | 86,660 | [ 東京都統計 18 ] |
| 1974年（昭和49年） | 88,005       | 88,529 | [ 東京都統計 19 ] |
| 1975年（昭和50年） | 86,806       | 88,896 | [ 東京都統計 20 ] |
| 1976年（昭和51年） | 85,455       | 88,912 | [ 東京都統計 21 ] |
| 1977年（昭和52年） | 84,784       | 87,312 | [ 東京都統計 22 ] |
| 1978年（昭和53年） | 80,192       | 80,710 | [ 東京都統計 23 ] |
| 1979年（昭和54年） | 76,514       | 77,202 | [ 東京都統計 24 ] |
| 1980年（昭和55年） | 74,132       | 76,008 | [ 東京都統計 25 ] |
| 1981年（昭和56年） | 75,548       | 77,729 | [ 東京都統計 26 ] |
| 1982年（昭和57年） | 77,184       | 79,170 | [ 東京都統計 27 ] |
| 1983年（昭和58年） | 78,628       | 80,473 | [ 東京都統計 28 ] |
| 1984年（昭和59年） | 81,044       | 81,556 | [ 東京都統計 29 ] |
| 1985年（昭和60年） | 82,775       | 83,307 | [ 東京都統計 30 ] |
| 1986年（昭和61年） | 85,600       | 85,332 | [ 東京都統計 31 ] |
| 1987年（昭和62年） | 86,716       | 86,590 | [ 東京都統計 32 ] |
| 1988年（昭和63年） | 88,047       | 87,874 | [ 東京都統計 33 ] |
| 1989年（平成元年） | 87,025       | 87,337 | [ 東京都統計 34 ] |
| 1990年（平成02年） | 87,403       | 87,027 | [ 東京都統計 35 ] |
| 1991年（平成03年） | 84,355       | 86,049 | [ 東京都統計 36 ] |
| 1992年（平成04年） | 85,759       | 84,732 | [ 東京都統計 37 ] |
| 1993年（平成05年） | 84,296       | 84,329 | [ 東京都統計 38 ] |
| 1994年（平成06年） | 84,726       | 84,096 | [ 東京都統計 39 ] |
| 1995年（平成07年） | 85,008       | 83,514 | [ 東京都統計 40 ] |
| 1996年（平成08年） | 83,786       | 82,718 | [ 東京都統計 41 ] |
| 1997年（平成09年） | 81,707       | 81,973 | [ 東京都統計 42 ] |
| 1998年（平成10年） | 80,036       | 82,970 | [ 東京都統計 43 ] |
| 1999年（平成11年） | 78,557       | 81,287 | [ 東京都統計 44 ] |
| 2000年（平成12年） | 79,323       | 79,844 | [ 東京都統計 45 ] |

### 年度別1日平均乗車人員（2001年以降）
| 年度               | 東京急行電鉄 / 東急電鉄 | 営団 / 東京メトロ | 出典              |
| ------------------ | ----------------------- | ----------------- | ----------------- |
| 2001年（平成13年） | 79,872                  | 78,984            | [ 東京都統計 46 ] |
| 2002年（平成14年） | 80,153                  | 78,975            | [ 東京都統計 47 ] |
| 2003年（平成15年） | 83,451                  | 81,404            | [ 東京都統計 48 ] |
| 2004年（平成16年） | 84,600                  | 81,060            | [ 東京都統計 49 ] |
| 2005年（平成17年） | 85,568                  | 83,178            | [ 東京都統計 50 ] |
| 2006年（平成18年） | 87,770                  | 86,414            | [ 東京都統計 51 ] |
| 2007年（平成19年） | 92,615                  | 96,626            | [ 東京都統計 52 ] |
| 2008年（平成20年） | 94,578                  | 97,504            | [ 東京都統計 53 ] |
| 2009年（平成21年） | 94,778                  | 96,816            | [ 東京都統計 54 ] |
| 2010年（平成22年） | 92,967                  | 94,386            | [ 東京都統計 55 ] |
| 2011年（平成23年） | 91,120                  | 92,049            | [ 東京都統計 56 ] |
| 2012年（平成24年） | 94,756                  | 95,729            | [ 東京都統計 57 ] |
| 2013年（平成25年） | 92,978                  | 103,926           | [ 東京都統計 58 ] |
| 2014年（平成26年） | 94,068                  | 106,775           | [ 東京都統計 59 ] |
| 2015年（平成27年） | 95,778                  | 109,920           | [ 東京都統計 60 ] |
| 2016年（平成28年） | 97,101                  | 111,279           | [ 東京都統計 61 ] |
| 2017年（平成29年） | 98,674                  | 113,249           | [ 東京都統計 62 ] |
| 2018年（平成30年） | 98,666                  | 114,044           | [ 東京都統計 63 ] |
| 2019年（令和元年） | 98,749                  | 113,781           | [ 東京都統計 64 ] |

備考
1. ↑  1927年8月28日開業。
2. ↑  1964年7月22日開業。

## 駅周辺

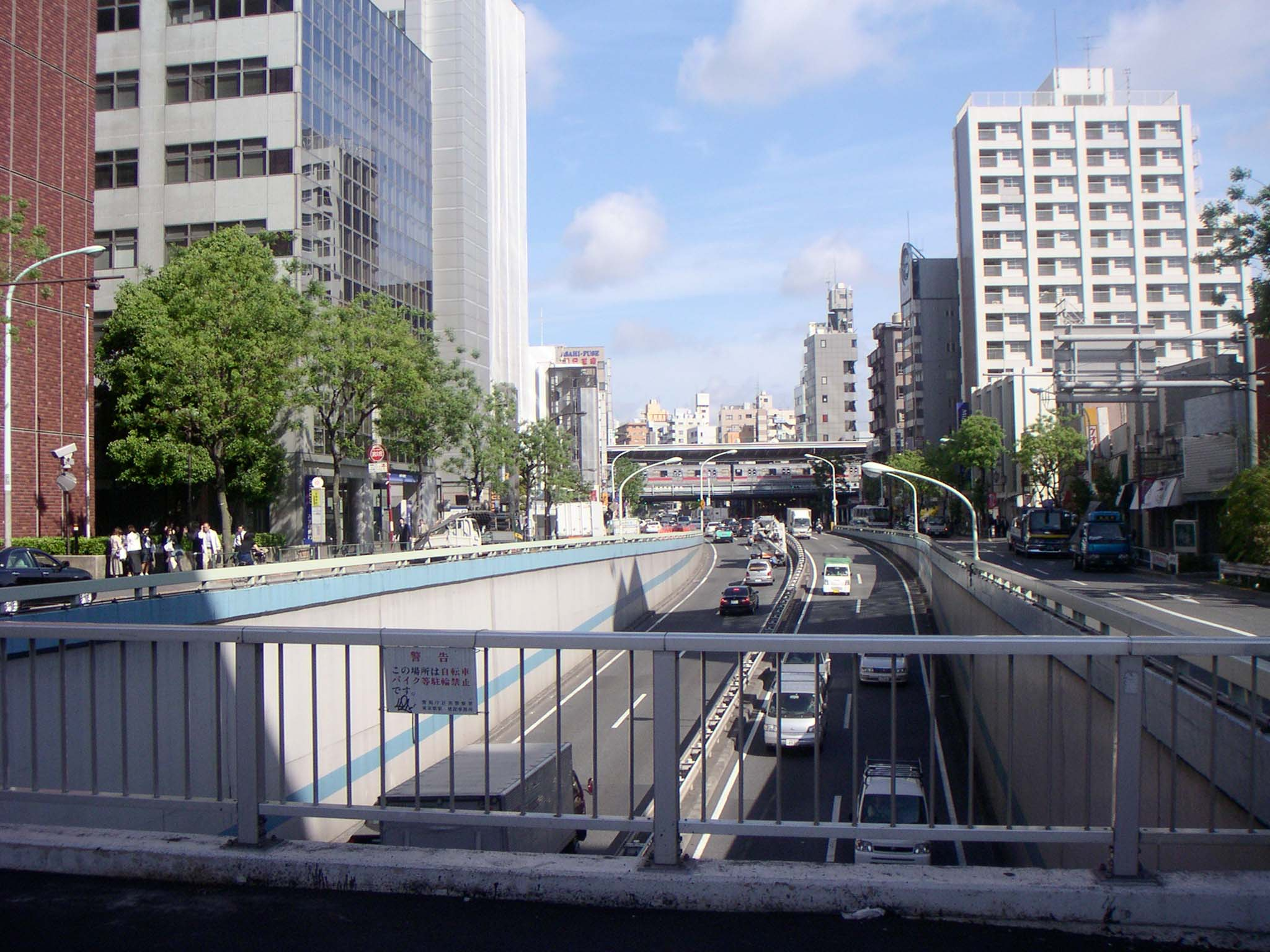
駒沢通り（手前）、山手通り、中目黒駅（遠方）（2005年5月）

駅周辺は目黒区中央部の繁華街。駅及びその周辺地域は住所上は上目黒であるが、 駅周辺は「ナカメ」の略称で親しまれている。駅から線路沿いに目黒銀座商店街が伸びていて、飲食店や感度の高いセレクトショップなどが立ち並ぶ。また、目黒川沿いに小規模ながらも個性的な飲食店が増加している。目黒川沿いの桜並木は有名であり、桜のシーズンには多くの人が訪れる。2003年1月6日には駅近隣へ目黒区総合庁舎（目黒区役所・目黒区社会保険事務所）が中央町から移転したため、目黒区の中心駅として機能している（山手線の目黒駅は品川区に所在している）。
高架下は2008年から耐震補強工事を行っていたが、2016年11月22日に商業施設「中目黒高架下」として開業した。2017年度グッドデザイン賞受賞。
- 目黒区総合庁舎
  - 目黒区役所
  - 目黒区社会保険事務所
- 知的財産高等裁判所・東京地方裁判所中目黒庁舎
  - 知的財産高等裁判所
  - 東京地方裁判所 知的財産権部・商事部・倒産部
- 警視庁目黒警察署
- 目黒区立中目黒小学校
- 目黒学院中学校・高等学校
- 東京着物染色美術専門学校
- めぐろ歴史資料館
- 東京共済病院
- 正覚寺
- みずほ銀行 中目黒センター
- りそな銀行中目黒支店
- 中目黒駅前郵便局
- 中目黒ゲートタウン
- ナカメアルカス
  - 中目黒アリーナ
  - 中目黒アトラスタワー
- 東急ストア本社
- 中目黒高架下
- 目黒銀座商店街
- ドン・キホーテ中目黒本店
- STARBUCKS RESERVE(R) ROASTERY TOKYO
- キンケロ・シアター
- 目黒川
- 山手通り
- 駒沢通り

## バス路線
最寄り停留所は「中目黒駅」である。全て東急バスによる運行である。
| 乗り場 | 運行事業者 | 系統・行先                                                                                     | 備考 |
| ------ | ---------- | ---------------------------------------------------------------------------------------------- | ---- |
| 1      | 東急バス   | 渋41・渋42・渋43：渋谷駅                                                                       |      |
| 2      | 東急バス   | 黒09：下馬営業所・【循環】野沢龍雲寺                                                           |      |
| 3      | 東急バス   | 渋41：大鳥神社前・大井町駅・新馬場駅前・清水 渋42：大崎駅西口 渋43：高輪ゲートウェイ駅・品川駅 |      |
| 4      | 東急バス   | 黒09：目黒駅前                                                                                 |      |

## 隣の駅
東急電鉄
 東横線
■特急・□通勤特急
渋谷駅 (TY01) - 中目黒駅 (TY03) - 自由が丘駅 (TY07)
■急行
渋谷駅 (TY01) - 中目黒駅 (TY03) - 学芸大学駅 (TY05)
■各駅停車
代官山駅 (TY02) - 中目黒駅 (TY03) - 祐天寺駅 (TY04)
東京地下鉄（東京メトロ）
 日比谷線
中目黒駅 (H 01) - 恵比寿駅 (H 02)